# Musée de la Fondation historique de Saint-Eustache
Le Musée de la Fondation historique de Saint-Eustache  est un musée situé à Oranjestad sur l'île de Saint-Eustache.

## Historique
Le musée est installé dans l’ancienne demeure du planteur Simon Doncker. C'était à l'origine une maison de plantation, l'une des plus anciennes de l'île, composée de deux étages entièrement construit en briques jaunes importées des Pays-Bas. Elle figure déjà sur la plus ancienne carte détaillée de l'île datant des années 1740, où la demeure s'appelle « Le vieux temple de Doncker ».

## Collections
Le musée présente l'histoire de l'île depuis l'époque de ses habitants précolombiens, soulignant l'âge du commerce sous le nom de « The Golden Rock », le célèbre premier salut et la période de l'esclavage. Des salles d'époque richement meublées illustrent la vie des riches marchands et planteurs.